# De remarquables oubliés
De remarquables oubliés était une émission de radio diffusée à la Première Chaîne de Radio-Canada. Elle était également diffusée sur l'Internet, par le satellite Sirius et aussi sur le câble via Galaxie. Le site Première PLUS, une propriété de la radio de Radio-Canada, reprend maintenant une trentaine d'épisodes parmi les plus marquants, en écoute libre.

## Programme
L'anthropologue et animateur Serge Bouchard passe en revue des personnages oubliés de l’histoire de l’Amérique française. À travers des contes « films » radiophoniques, Bouchard prend ses distances quant à la version officielle qui reflète souvent le point de vue des vainqueurs.
Pour fabriquer un conte, la réalisatrice Rachel Verdon demande au conteur Serge Bouchard d'improviser le récit d'un personnage donné. Au montage, l'équipe crée une atmosphère sonore à l'aide de bruitage et une cinquantaine de pièces musicales pour chacun des contes, puis imbrique la narration ad lib épurée dans les différents éléments de la trame sonore. Finalement, après maints ajustements, on présente à l'auditoire un récit ponctué et captivant, à mi-chemin entre un conte et un film.
Le conte est suivi d'une tribune téléphonique où plusieurs intervenants discutent du personnage et enrichissent l'histoire oubliée de ce dernier.

## Quelques personnages
Depuis 2005, la Première Chaîne de Radio-Canada a présenté plus d'une soixantaine de personnages occultés, mais qui ont marqué l'histoire de la Nouvelle-France et de l'Amérique française. Parmi les plus connus, on retrouve Donnacona, Pierre-Esprit Radisson, Pontiac, Sacagawea, George Drouillard, Marie-Joseph Angélique, Jean-Vincent d'Abbadie de Saint-Castin, Françoise-Marie Jacquelin, Napoléon-Alexandre Comeau et Membertou.
Durant l'été 2008, une série d'émissions spéciales sont diffusées dans le cadre des Jeux olympiques d'été de 2008, et qui porte le titre Les athlètes oubliés. Parmi les plus connus, on retrouve Étienne Desmarteau, Tom Longboat (coureur à pied canadien d'origine indienne du début du vingtième siècle), Édouard Fabre, Jim Thorpe, Eugène Brosseau, Bobbie Rosenfeld, Percy Williams, Ray Lewis, Jesse Owens, Wilma Rudolph, etc.
En 2009, l'équipe des remarquables oubliés ont préparé une dizaine de nouveaux contes qui retracent l'histoire de personnages tels que le chef Tecumseh, Robert Nelson et son frère Wolfred Nelson, Louis Jolliet, Étienne Provost, Maud Maloney Watt, Mina Hubbard et le chef Tessouat.
Il consacre un épisode à Prudent Beaudry, Donalda Charron, la famille Hart (Aaron Hart et ses enfants).